# Tommy macht das Rennen
Tommy macht das Rennen ist ein US-amerikanischer Jugendfilm aus dem Jahr 1952 von William Dieterle mit William Holden in der Hauptrolle. Die Titelrolle des Tommy verkörperte in seinem Kinodebüt Johnny Stewart. Der Film wurde von Columbia Pictures produziert.

## Handlung
Boots Malone ist Manager für Jockeys. Er lebt mit dem ehemaligen Jockey Stash Clements in einem Zimmer beim Trainer Preacher Cole auf der Rennbahn Dellington Park. Boots hat seit zwei Jahren keine Klienten mehr und versucht, dem Spieler Matson, dem er Geld schuldet, aus dem Weg zu gehen. Als Boots und Stash eines Abends in einem Restaurant essen, werden sie auf den Teenager Tommy Gibson aufmerksam, der versucht, mit einem 100-Dollar-Schein zu bezahlen. Boots schätzt den Jungen als leichtgläubig ein und lädt ihn wegen seines Interesses an Pferden zu sich ein. Erfolglos versucht er, den Geldschein zu stehlen, kann aber Tommy überreden, für alle drei zu zahlen.
Am nächsten Tag fragt Tommy Boots, ob er ihn zum Jockey ausbilden könne. Nachdem der Junge angeboten hat, ihn dafür zu bezahlen, willigt Boots ein. Zuerst muss Tommy die Ställe ausmisten und das Zimmer säubern. Zur gleichen Zeit überzeugt der zwielichtige Manager Brady den wohlhabenden Howard Whitehead, dass Coles einziges Pferd Mother ein Geheimfavorit ist. Zu Coles Unmut verkauft Brady das Pferd an Whitehead. Boots will Cole das Pferd White Cargo verschaffen. Er bringt mit Hilfe des Trainers Beckett Gewichte an den Beinen des Pferdes an. Die nun schlechten Trainingszeiten veranlassen Whitehead dazu, dass Pferd bei einer Auktion zu verkaufen. Boots sammelt Geld bei Coles Jockeys ein und bringt 1.400 Dollar zusammen. Als am nächsten Tag bei der Auktion ein Betrunkener 1.500 Dollar bietet, legt Tommy seine 100 Dollar dazu.
Boots will White Cargo weiter im Süden trainieren. Tommy besteht darauf mitzugehen, da er bisher für sein Geld noch keine Trainingseinheit bekommen hat. Auf der Fahrt überhitzt der Motor des Autos. Tommy verschafft White Cargo Bewegung, doch das Pferd scheut wegen einer Klapperschlange. Tommy schafft es, das Pferd zu beruhigen. Der beeindruckte Stash schlägt Boots vor, Tommy als White Cargos Jockey auszubilden, obwohl Tommy erst in einem Jahr startberechtigt ist. Stash beginnt, mit Tommy zu arbeiten und schon bald darauf wird er von Boots unterstützt. Neugierig über Boots Leben fragt Tommy Cole nach der Vergangenheit seines Trainers und erfährt, dass Boots vor 15 Jahren seine Frau bei der Geburt seines Kindes verloren hat.
Als Tommy Malone lässt sich Tommy als Jockey registrieren. Cole übernimmt das Training des Jungen und bereitet ihn auf das erste Rennen vor. Heimlich bearbeiten Boots und Cole White Cargos Hufe. Sie hoffen auf ein schlechtes Abschneiden, was die Wettquoten bei späteren Rennen steigen lässt. Wie erwartet verliert Tommy das Rennen. Boots vermittelt ihm für das nächste Rennen ein anderes Pferd, mit dem Tommy gewinnt. Auf der Rückreise in den Norden bemerkt Boots, dass sie verfolgt werden. Aus Angst, dass es sich bei dem Verfolger um Matson handelt, ruft er diesen an und gibt ihm einen Tip für White Cargo. Stash findet bsld heraus, dass der Verfolger ein Privatdetektiv auf der Suche nach Tommy ist. Boots kann mit dem Detektiv sprechen und erfährt, dass Tommy aus einem Internat ausgerissen ist. Er nimmt mit Tommys Mutter, einer wohlhabenden Fabrikantin, Kontakt auf, die den Jungen am nächsten Tag abholt. Doch in der Nacht kann sich Tommy erneut wegschleichen. Auf der Rennbahn wirft er Boots vor, nur auf eine Belohnung ausgewesen zu sein. Boots ruft Mrs. Gibson an und rät ihr, den Wünschen ihres Sohnes nachzukommen und ihn Jockey werden zu lassen.
Brady rät Matson indessen, sein Geld auf Whiteheads Pferd zu setzen, da White Cargo ein Verlierer sei. Boots erfährt davon und bittet Tommy, Whiteheads Pferd gewinnen zu lassen. Tommy weigert sich und gewinnt auf White Cargo. Am Abend erklärt Tommy, dass er zur Schule zurückkehren werde, seine Mutter werde ihm einen Pferdestall bauen lassen. Er bittet Boots, ihn zu managen. Zuerst sagt Boots ab, doch als Stash ihm mitteilt, dass Matson ihn sehen wolle, steigt er zu Tommy in den Zug.

## Produktion

### Hintergrund
Gedreht wurde der Film vom 20. Mai bis zum 13. Juli 1951 auf der Iverson Movie Ranch in Chatsworth.
Als der Film veröffentlicht wurde, bekam nur Milton Holmes eine Nennung in Vor- und Abspann, da Howard Buchman vom Komitee für unamerikanische Umtriebe auf der Schwarzen Liste stand. Die Writers Guild of America stellte Buchmans Nennung später wieder her.
Als Produzent strengte Holmes eine Klage über eine Million Dollar gegen Columbia Pictures wegen Vertragsbruches an. Der Film war seiner Meinung nach nicht ausreichend beworben und vertrieben worden. Einer Vereinbarung mit dem Studio zufolge sollte Sidney Buchman den Film für Columbia produzieren, während Holmes als Autor mit 15 % am Gewinn beteiligt werden sollte. Buchman, der sich weigerte, vor dem Komitee auszusagen, zog sich vom Projekt zurück. Columbia bat daraufhin Holmes, die Produktion zu leiten. Holmes gab an, keine Vergütung als Produzent erhalten zu haben. Über den Ausgang des Rechtsstreits ist nichts bekannt.
Eine weitere Klage wurde von dem Autor und Journalisten Leo Katcher eingereicht. Er klagte auf 50.000 Dollar wegen Plagiarismus, da das Drehbuch eine Kombination zweier Drehbücher sei, die er drei Mal an das Studio schickte. Auch hier ist der Ausgang des Rechtsstreites unbekannt.

### Stab
Cary Odell oblag die künstlerische Leitung. Frank A. Tuttle war für das Szenenbild zuständig. Musikalischer Direktor war Morris Stoloff.

### Besetzung
In kleinen nicht im Abspann erwähnten Nebenrollen traten Brooks Benedict, Whit Bissell, Gene Collins, Franklyn Farnum, Frank Ferguson, Emile Meyer, Hans Moebus, Emory Parnell, Snub Pollard, Harry Shannon, Harry Tyler, Hank Worden und Carleton Young auf. Ebenfalls unerwähnt blieben Leonard Bremen als Brady und Harlan Warde als Privatdetektiv.

## Veröffentlichung
Die Premiere des Films fand am 11. Januar 1952 in statt. In der Bundesrepublik Deutschland wurde er am 23. Oktober 1976 im deutschen Fernsehen ausgestrahlt.

## Kritiken
Das Lexikon des internationalen Films schrieb: „Ein vor allem schauspielerisch beeindruckender, gelegentlich freilich allzu sentimentaler dramatischer Film des ehemaligen Reinhardt-Schülers Dieterle.“
Bosley Crowther von der The New York Times notierte, die raue Mischung aus Pferdetrainern, Jockeys, Managern, Schleppern und ausdruckslosen Angestellten ergebe ein schnittiges und amüsantes Paket, bei dem Autor Holmes nicht zu viel Unsinn auftische.
Die Variety befand, der Film zeichne ein gutes Bild der weniger glanzvollen Seiten des Pferderennens und dessen Anhängern.
Manny Farber schrieb in der Zeitschrift The Nation, Holmes sei ein geborener Geschichtenerzähler, auch wenn das Material ins Triviale abgleite. Das Drehbuch behandele die Wirklichkeit des Arbeitslebens und verzichte auf Kürzungen, die aktuelle Filme in statische Fragmente zerhacken.
Der Kritiker des TV Guide sah ein fesselndes Melodram mit authentischen Geschichten von der Rennbahn.